# Шаинович, Никола
Никола Шаинович (серб. Никола Шаиновић, Nikola Šainović; род. 7 декабря 1948, Бор, Сербия, Югославия) — югославский политический и государственный деятель черногорского происхождения, премьер-министр Сербии с 10 февраля 1993 по 18 марта 1994 года, вице-премьер Союзной Республики Югославии с 1996 по 2000 год. Член исполкома и вице-президент Социалистической партии Сербии, один из видных сторонников Слободана Милошевича.

## Приговор
Шаинович был обвинён Международным трибуналом по бывшей Югославии в преступлениях против косовских албанцев в ходе косовского конфликта 1999 года. 2 мая 2002 года добровольно сдался Гаагскому трибуналу, 26 февраля 2009 года приговорён к 22 годам заключения. Затем в ходе апелляции срок был уменьшен на 4 года.
27 августа 2015 года, отбыв две трети срока, был освобождён и вернулся на родину.